# Veliš (ort i Tjeckien, Mellersta Böhmen)
Veliš är en ort i Tjeckien.   Den ligger i regionen Mellersta Böhmen, i den centrala delen av landet, 50 km sydost om huvudstaden Prag. Veliš ligger 444 meter över havet och antalet invånare är 323.
Terrängen runt Veliš är lite kuperad. Runt Veliš är det ganska glesbefolkat, med 38 invånare per kvadratkilometer. Närmaste större samhälle är Vlašim, 6,9 km nordost om Veliš. Omgivningarna runt Veliš är en mosaik av jordbruksmark och naturlig växtlighet.